# Gerhard Moldenhauer
Gerhard Moldenhauer (* 19. Januar 1900 in Unterpeißen; † 1980) war ein deutscher Romanist und Mediävist.

## Leben und Werk
Moldenhauer trat im April 1918 noch als Seekadett in die Kaiserliche Marine ein, wo er bis Juni desselben Jahres seine Ausbildung auf der Marineschule und der Freya absolvierte. Bis Ende des Ersten Weltkrieges diente er dann noch auf der Großer Kurfürst. Am 11. August 1920 erhielt er noch den Charakter eines Fähnrich zur See.
Gerhard Moldenhauer wurde 1922 in Halle an der Saale bei Karl Voretzsch mit einer Dissertation über Herzog Naimes im altfranzösischen Epos promoviert (Halle 1922). Dann ging er nach Spanien, Südamerika und Portugal und war von 1924 bis 1929 Leiter der Arbeitsstelle für deutsch-spanische Wissenschaftsbetrachtungen in Madrid. Er habilitierte sich 1926 in Halle mit der Arbeit Die Legende von Barlaam und Josaphat auf der Iberischen Halbinsel. Untersuchungen und Texte (Halle 1929). 1929 ließ er sich nach Bonn zu Ernst Robert Curtius umhabilitieren und wurde dort 1930 außerordentlicher Professor für Romanische Philologie. Moldenhauer, ein „Befürworter des Nationalsozialismus“, trat zum 1. Mai 1933 in die NSDAP (Mitgliedsnummer 2.028.458) und im selben Jahr in die SA ein. Er wurde 1938 nach Wien berufen, zunächst als außerordentlicher, ab September 1939 als ordentlicher Professor. Am 23. August 1945 wurde er entlassen und später als Mitläufer eingestuft. Moldenhauer ging nach dem Kriegsende nach Argentinien und lehrte dort in Rosario und Buenos Aires.

## Weitere Werke
- (Hrsg.) Felix Machado de Silva, Tercera Parte de Guzman de Alfarache,  in: Revue Hispanique 69, 1927
- Die Juden in Frankreich. Materialsammlung, Bayreuth 1937 (20 Seiten)
- Verzeichnis der Veröffentlichungen von Wilhelm Meyer-Lübke, Jena 1938
- Filología y linguística. Esencia, problemas actuales y tareas en la Argentina, Rosario de Santa Fé 1952
- Homenaje a Schiller. Estudios y documentos, Rosario de Santa Fé 1956
- (Hrsg.) El teatro del barroco alemán. Antología bilingüe, Rosario de Santa Fé 1957
- Fritz Krüger. Notice biographique et bibliographique, Leuwen 1959
- Federico von Schiller, Demetrio. Fragmentos, Rosario de Santa Fé 1960
- (Hrsg.) Homenaje a Heinrich von Kleist, Rosario de Santa Fé 1964